# Arabsiyo
Arabsiyo je město v severozápadním Somálsku, respektive Somalilandu, které se nachází asi 30 km západně od hlavního města Hargeysa. Arabsiyo je známé svými dobytkářskými statky. Je to také oblíbené letovisko pro zvláštní příležitosti jako jsou svatby a oslavy Eid. Arabsiyo má podle odhadů 20 000 obyvatel a počet rychle roste.
U Arabsia se nachází tři údolí na západní, střední a východní straně města s řadou zemědělských vesnic, jako je Huluq, Agamsa, Beeyo-Qalooce, Dhagaxmadoobe, Biyomacaan, LAAS Xadhaadh a Gogeysa.